# Tantilla calamarina
Espèce
Synonymes
- Tantilla bimaculata Cope, 1876
- Tantilla martindelcampoi Taylor, 1937
- Geophis gertschi Bogert & Porter, 1966

Statut de conservation UICN

 LC  : Préoccupation mineure
Tantilla calamarina  est une espèce de serpents de la famille des Colubridae.

## Répartition
Cette espèce est endémique du Mexique. Elle se rencontre dans les États du Sinaloa, du Nayarit, de Jalisco, de Colima, du Michoacán, du Guerrero et du Morelos.

## Publication originale
- Cope, 1867 "1866" : Fifth contribution lo the herpetology of tropical America. Proceedings of the Academy of Natural Sciences of Philadelphia, vol. 18, p. 317-323 (texte intégral).